# Florence Barker (Schauspielerin)

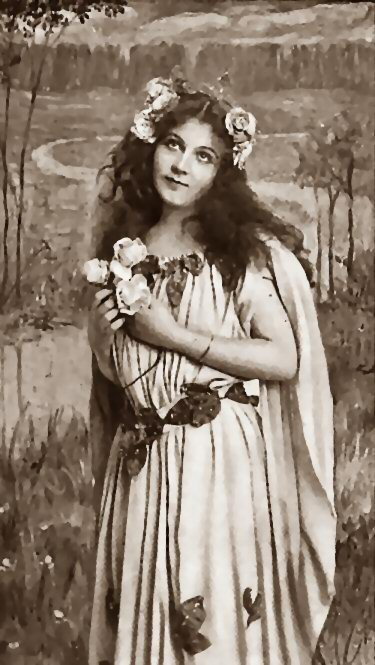
Florence Barker, Schauspielerin, Fotografie aus dem Magazin Burr McIntosh Monthly, Januar 1908

Florence Barker (* 22. November 1891 in Los Angeles; † 15. Februar 1913 ebenda) war eine amerikanische Bühnen- und Stummfilmschauspielerin aus Los Angeles.

## Leben
Sie begann in ihren frühen Teenagerjahren mit dem Amateurtheater. Im November 1907 bezog sie mit ihrem Lebensgefährten Joseph De Grasse, der zu dieser Zeit Resident Director der Pathé Studios in Hollywood war, ein Haus in der Wilcox Avenue in Hollywood. Zu dieser Zeit wurde sie bereits mit kleineren Rollen betraut. Ihr professionelles Film-Debüt gab sie 1907 in der Produktion The Altar of Friendship der Ferris Company in Los Angeles. Mit 18 Jahren spielte sie bereits Hauptrollen am Grand Theater in Los Angeles.
Etwa zu dieser Zeit begann sie in Kinofilmen mitzuspielen und trat in mindestens 63 Filmen auf. Mehrere Jahre lang war Barker die Hauptdarstellerin der Biograph Company. Sie arbeitete auch in Paris und London als Hauptdarstellerin für die Filmgesellschaft Pathé Freres. Ab 1912 trat sie für Powers Picture Plays auf.
Barker starb im Alter von 21 Jahren in Los Angeles an einer Lungenentzündung.

## Filmografie (Auswahl)
- 1908: An Awful Moment – Regie: D. W. Griffith
- 1909: The Girls and Daddy – Regie: D. W. Griffith
- 1909: Getting Even – Regie: D. W. Griffith
- 1909: Choosing a Husband – Regie: D. W. Griffith
- 1910: The Englishman and the Girl – Regie: D. W. Griffith
- 1910: Faithful – Regie: D. W. Griffith
- 1910: The Two Brothers – Regie: D. W. Griffith
- 1910: The Kid – Regie: Frank Powell
- 1910: The Oath and the Man – Regie: D. W. Griffith
- 1911: The Diamond Star – Regie: D. W. Griffith
- 1911:The Two Paths – Regie: D. W. Griffith
- 1911: His Daughter – Regie: D. W. Griffith
- 1911: Priscilla’s April Fool Joke – Regie: Frank Powell
- 1911: Priscilla and the Umbrella – Regie: Frank Powell
- 1912: A Voice from the Deep – Regie: Mack Sennett